# Gabi Müller
Gabi Müller (?, 21 de novembro de 1974) é uma ex-canoísta de velocidade suíça na modalidade de canoagem.

## Carreira
Foi vencedora da medalha de Prata em K-4 500 m em Atlanta 1996 junto com as suas colegas de equipa Ingrid Haralamow, Sabine Eichenberger e Daniela Baumer.